# Replicador (Star Trek)
A Star Trek un replicador és una màquina que pot crear (i reciclar) coses. Originalment, els replicadors simplement sintetitzaven àpats a demanda, però en sèries posteriors apareixen articles no alimentaris molt més grans. Els aspectes tècnics de les coses replicades versus les "reals" de vegades són un element argumental.

## Orígens i limitacions
Tot i que anteriors escriptors de ciència-ficció havien especulat sobre el desenvolupament de la tecnologia de "replicació" o "duplicació", el terme "replicador" no es va utilitzar fins a Star Trek: La nova generació. En termes senzills, es va descriure com un avenç del segle XXIV respecte al "sintetitzador d'aliments" del segle XXIII vist a Star Trek: La sèrie original. A Star Trek: La sèrie original, els aliments es creaven en cubs de diversos colors. A Star Trek: La sèrie animada (1974), es podien sol·licitar diversos tipus d'aliments d'aspecte realista, com a l'episodi titulat "The Practical Joker". La mecànica d'aquests dispositius mai es va explicar clarament en aquella sèrie. La següent preqüela, Star Trek: Enterprise, ambientada al segle XXII, presentava un "reseqüenciador de proteïnes" que només podia replicar certs aliments, de manera que un xef real servia a bord que utilitzava un hivernacle hidropònic on es cultivaven fruites i verdures. A més, aquella nau tenia un "reseqüenciador de biomatèria" que s'utilitzava per reciclar productes de rebuig en material utilitzable.
Segons una tesi acadèmica: "Els anomenats 'replicadors' poden reconstituir la matèria i produir tot el que es necessita a partir d'energia pura, independentment de si es necessiten aliments, medicaments o peces de recanvi." Un replicador pot crear qualsevol ésser inanimat material, sempre que l'estructura molecular desitjada estigui en un arxiu, però no pot crear antimatèria, diliti, llatí i (en el cas dels replicadors de la federació, almenys) éssers vius de cap mena; per a aquest últim cas, obres no canòniques com ara el  Star Trek: the Next Generation Technical Manual indiquen que, tot i que els replicadors comparteixen la mateixa tecnologia amb els transportadors, la resolució utilitzada és massa baixa per crear teixit viu. Tanmateix, altres replicadors, com els que utilitzen els extraterrestres a l'episodi de TNG "Lleialtat", podrien crear éssers vius, inclosos els molts bilions de connexions dendrítiques del cervell on s'emmagatzema la memòria.

## Usos
Una de les peces tecnològiques més importants de l'univers Star Trek, el replicador s'utilitza principalment per proporcionar aliment i aigua a bord de la nau estel·lar, eliminant així la necessitat d'emmagatzemar la majoria de provisions (tot i que les naus, les bases estel·lars i altres instal·lacions encara emmagatzemen algunes provisions per a emergències, com ara en casos de fallada del replicador o una crisi energètica). A Star Trek: Deep Space Nine, es va establir que sempre que hi hagi una font d'energia per alimentar el suport vital, la replicació s'utilitza per proporcionar aire respirable a les naus i les bases estel·lars (i per desmuntar el diòxid de carboni exhalat per la tripulació), proporcionant així un subministrament aparentment infinit d'oxigen i eliminant la necessitat de portar dipòsits d'aire.
La tecnologia també s'utilitza per produir peces de recanvi, cosa que permet reparar la majoria dels danys a les naus sense haver de tornar a una base estel·lar. Altres aplicacions inclouen la rèplica d'uniformes de la Flota Estel·lar i objectes quotidians com ara joguines i records. La rèplica també és utilitzada pel programa informàtic de l'holocoberta per permetre que els participants utilitzin o consumeixin menjar, roba i altres objectes que pertanyen a una simulació.
Els protocols de seguretat de la Flota Estel·lar impedeixen la rèplica no autoritzada d'objectes perillosos, com ara armes i substàncies verinoses.
Els replicadors també poden convertir la matèria en energia. Seguint aquest principi, el dispositiu pot desmantellar qualsevol objecte en partícules subatòmiques. L'energia resultant es pot emmagatzemar per un ús futur o aplicar immediatament en una rèplica posterior. Aquest procés es coneix com a "reciclatge" i s'aplica a tot, des de plats bruts fins a roba infantil massa petita.
La tecnologia de replicadors, fins i tot si es produïa a major escala, no s'havia pogut utilitzar per crear objectes complexos com ara llançadores o naus estel·lars (l'equip de producció considerava que poder replicar naus estel·lars senceres "amb només prémer un botó" tindria un greu impacte en el potencial dramàtic). Tanmateix, a l'episodi "For the Cause" de Star Trek: Deep Space Nine, els replicadors industrials s'utilitzen per replicar grans components de naus, llançadores i altres peces d'aquest tipus, que posteriorment s'utilitzen a les drassanes per construir aquestes naus. D'aquesta manera, tan sols 15 replicadors industrials són suficients per replicar els components necessaris per construir una flota de naus espacials o per ajudar una civilització a recuperar-se d'un desastre natural a tot el planeta.
Aquesta capacitat de reproduir màquines complexes s'amplia durant la primera temporada de Star Trek: Prodigy. Es demostra que un replicador té la capacitat de replicar una nau espacial sencera al segon episodi, "Lost & Found", quan Gwyn intenta escapar del Protoestrella. Quan arriba a la badia del transbordador, troba un replicador amb la tecnologia per fabricar una nau completa. El procés pel qual es replica triga minuts en lloc de segons, però, i es comporta de manera més similar a una impressora 3D que a un replicador tradicional.
En eliminar pràcticament l'escassetat de materials, la tecnologia de replicadors juga un paper important en l'economia humana sense diners dins de l'univers Star Trek.

## Voyager
Quan l'USS Voyager va ser inclòs al Quadrant Delta va quedar clar que la tecnologia de replicadors era desconeguda per a alguns dels pobles indígenes d'aquella regió. Durant les primeres temporades, els Kazon i altres races van intentar repetidament obtenir la tecnologia.
A l'episodi de la Voyager "Fluctuacions", com els extraterrestres kazons obtenen la tecnologia de l'USS Voyager és un punt important de la trama de l'episodi.
La capitana Janeway temia que si aquesta tecnologia era adquirida per una civilització abans que estiguessin a punt, podrien produir-se conseqüències desastroses. Per aquesta raó, i a causa de la Primera Directiva, Janeway es va negar a regalar la tecnologia a qualsevol preu.
També a la Voyager, les restriccions energètiques de la nau en el viatge de tornada als Quadrant Alfa significaven que els subministraments de replicadors havien de ser estrictament controlats, cosa que va fer que les "racions de replicadors" es convertissin en una moneda no oficial de la nau. Aquesta és també la raó per la qual Neelix (a més de proporcionar a la tripulació un impuls moral mitjançant la preparació d'aliments frescos) va ser contractat com a xef de la nau. Alguns ingredients provenien del laboratori d'hidroponia de la nau.

## Al món real

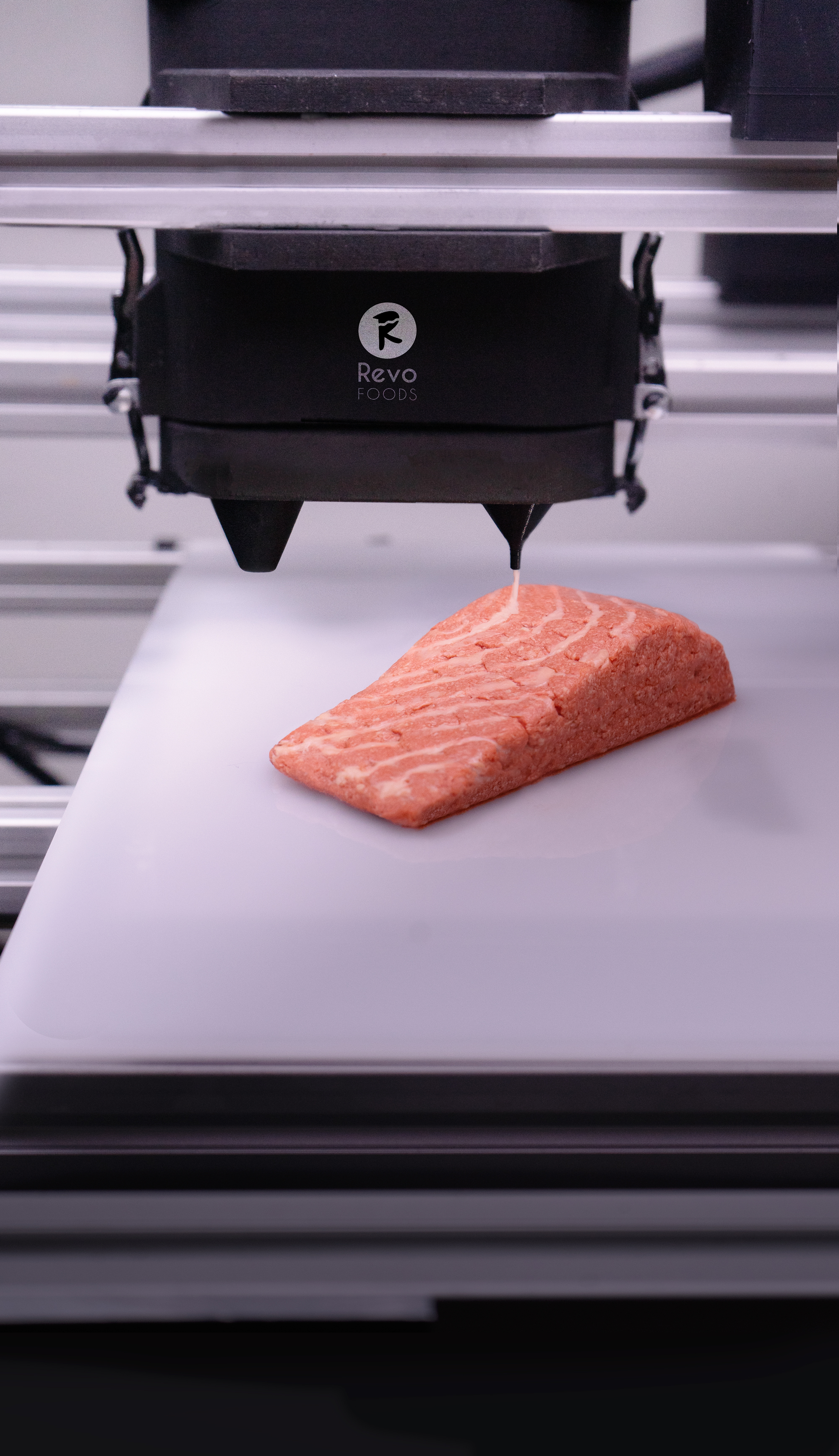
Una alternativa vegetal al salmó que es produeix en una impressora d'aliments 3D de l'empresa austríaca Revo Foods

El 2014, es va informar que investigadors de Nestlé treballaven en una tecnologia comparable al replicador, amb l'objectiu de proporcionar aliments adaptats a les necessitats nutricionals d'una persona.
Físics de l'Imperial College London han descobert com crear matèria a partir de la llum, una gesta que es creia impossible quan es va plantejar la idea per primera vegada a la dècada de 1930. En només un dia, al Laboratori de Física Blackett de l'Imperial College, tres físics van elaborar una manera relativament senzilla de demostrar físicament una teoria ideada per primera vegada pels científics Breit i Wheeler el 1934.
BeeHex, una empresa emergent d'Ohio, va rebre una subvenció de la NASA el 2013 destinada a desenvolupar tecnologia d'impressió 3D d'aliments per a vols espacials de llarga distància. Ara construeixen robots d'impressió d'aliments per a un ús públic eventual.
Cemvita Factory Inc., una startup de biotecnologia amb seu a Houston, Texas, també està desenvolupant un fotobioreactor que converteix el diòxid de carboni capturat de l'aire juntament amb l'hidrogen de l'aigua hidrolitzada en nutrients i productes farmacèutics.

## Recepció
Un article del 2016 a The New Yorker assenyalava que els replicadors poden ser una "metàfora del final distant de la Revolució Industrial". Assenyalen que la tecnologia tal com es presenta a Star Trek: La nova generació canvia l'equació moral de ser humà, perquè gairebé tot el que vulguis es pot crear amb una sol·licitud.
Assenyalen que la beguda preferida del capità Picard, el te Earl Grey, és creada pel replicador, i el personatge sovint diu "Te, Earl Grey, calent" durant el programa de televisió. Aleshores es veu la beguda produïda al replicador amb un efecte visual i sonor especial.